# Oscar Goerke
Oscar Goerke (Brooklyn, 10 de gener de 1883 - Maplewood, Nova Jersey, 12 de desembre de 1934) va ser un ciclista estatunidenc que va prendre part en els Jocs Olímpics de Saint Louis de 1904. Va guanyar la medalla de plata a la prova de les 2 milles, per darrere del també estatunidenc Burton Downing. En aquests mateixos Jocs disputà set proves més del programa de ciclisme.